# Beaufort-en-Santerre
Beaufort-en-Santerre é uma comuna francesa na região administrativa de Altos da França, no departamento de Somme. Estende-se por uma área de 4,59 km². Em 2010 a comuna tinha 199 habitantes (densidade: 43,4 hab./km²).